# Melvin Jones

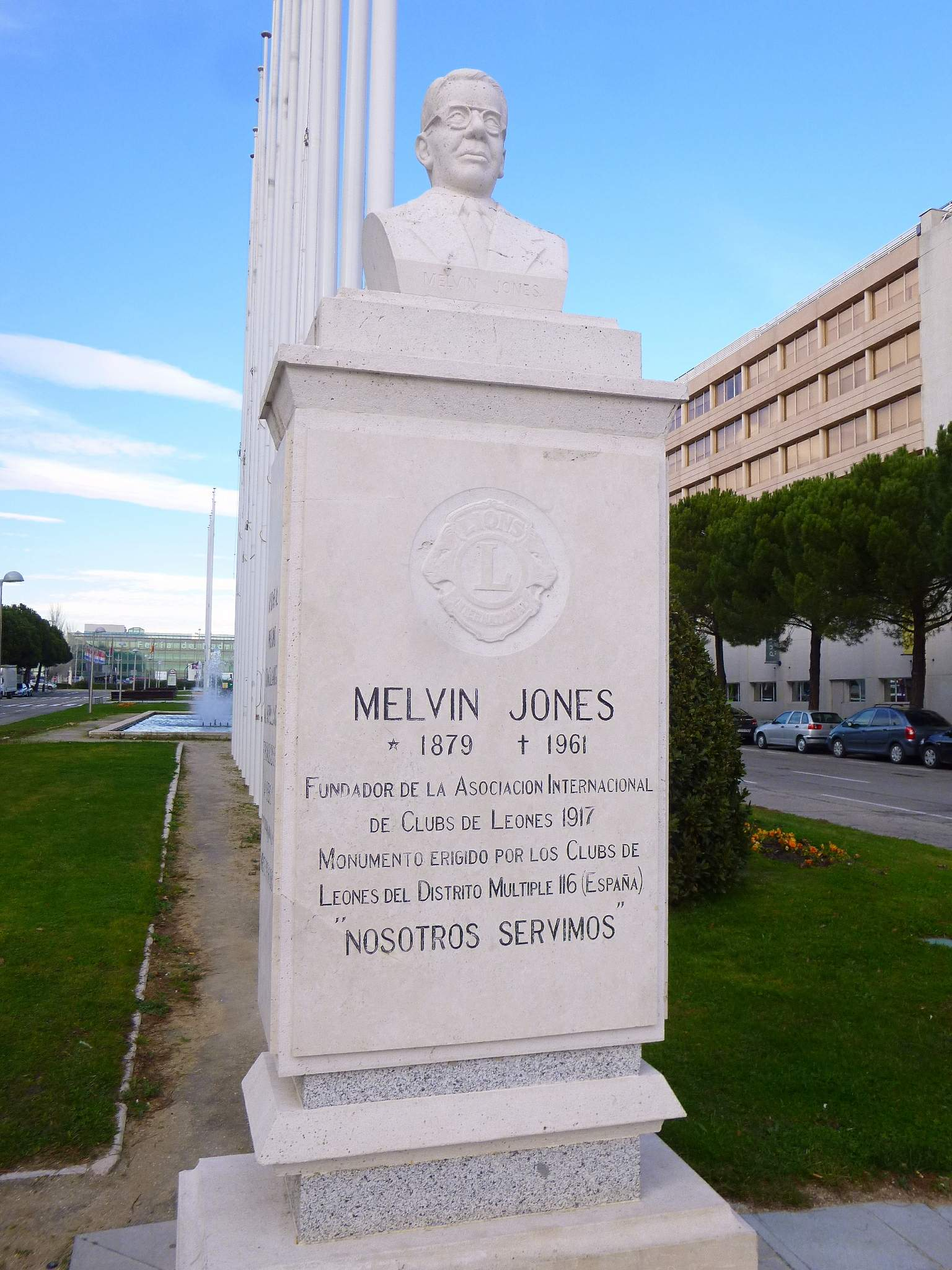
Monumento a Melvin Jones en el Campo de las Naciones de Madrid, España

Melvin Jones (13 de enero de 1879 – 1 de junio de 1961) fue el fundador del Club de Leones (Lions Clubs International).
Nació en Fort Thomas, USA Arizona, una pequeña población estadounidense del entonces llamado Territorio de Arizona. Su padre era capitán de la Armada de los Estados Unidos. En 1886-1887, su padre es transferido, y la familia se muda al este del país. Melvin cursa estudios en los colegios Union Business y Chaddock, en Quincy, Illinois. A los treinta y tres años, Melvin ya era dueño de su propia agencia de seguros, en Chicago, y era miembro del círculo de negocios local del cual pronto fue elegido secretario. Dos años más tarde, impulsado por su pensamiento —«No podrás llegar muy lejos hasta que comiences a hacer algo por los demás»—, propuso que los fondos de los miembros del círculo fueran mejor utilizados en otras áreas de la vida de la comunidad. Invitó a representantes de otros clubes de Chicago y alrededores a una reunión para conformar una organización acorde con tales fines; de esa reunión, nace el 7 de junio de 1917 el Lions Clubs International (Club de Leones). Jones abandona entonces la actividad en su aseguradora para dedicarse por completo en las oficinas centrales del Club de Leones, en Chicago.
En 1945, Jones representó al Club de Leones como consultor en la Conferencia de las Naciones Unidas sobre Organización Internacional, en San Francisco. En 1950, Leones reconoce las contribuciones de Jones a la institución asignándole el cargo de secretario general en forma vitalicia, y en 1961, el consejo de directores proclama el 13 de enero —natalicio de Melvin Jones— como un día a celebrar cada año y en todo el mundo del leonismo.

## Memoriales
Hay un memorial a Melvin Jones, de unos 15 metros de alto y en forma de chapitel, construido en su Fort Thomas natal. En la sede central de Leones en Daca, Bangladés, hay un mural de Melvin Jones, obra del reconocido escultor bangladesí Mrinal Haque. En el parque Burnham, en el corazón de la ciudad filipina de Baguio, hay un anfiteatro en homenaje a Melvin Jones. En la ciudad chilena de Santiago, en la comuna de Pudahuel, existe un establecimiento de educación primaria que lleva su nombre y en la comuna de Ñuñoa hay una plaza con su nombre.
En la ciudad de Chivilcoy hay un Jardín de infantes que tiene su nombre, dicho establecimiento fue construido y fundado por el club de Leones de la ciudad mencionada anteriormente.